# Вајтсборо (Њујорк)
Вајтсборо (енгл. Whitesboro) град је у америчкој савезној држави Њујорк.

## Демографија
По попису из 2010. године број становника је 3.772, што је 171 (-4,3%) становника мање него 2000. године.
| Група             | 2000.         | 2010.         |
| Белци             | 3.819 (96,9%) | 3.556 (94,3%) |
| Афроамериканци    | 21 (0,5%)     | 64 (1,7%)     |
| Азијати           | 13 (0,3%)     | 22 (0,6%)     |
| Хиспаноамериканци | 58 (1,5%)     | 82 (2,2%)     |
| Укупно            | 3.943         | 3.772         |